# غويكويشيا (كانتون)

كانتون غويكويشيا في محافظة سان خوسيه

غويكويشيا (بالإسبانية: Goicoechea)‏ و هو اسم الكانتون الثامن من محافظة سان خوسيه في كوستاريكا، و يغطي الكانتون حوالي 31.5 كم مربع.
و يقارب عدد سكانها 124,704 نسمة.
و المدينة الرئيسة للكانتون هي غواذالوبيه.
تم تأسيس هذا الكانتون بقانون تشريعي في 6 آب 1891.

## المقاطعات
يقسم كانتون غويكويشيا إلى سبع مقاطعات هي :
1. غواذالوبيه
2. سان فرانسيسكو
3. كاجيه بلانكوس
4. ماتا دي بلاتانو
5. إيبيس
6. رانشو ريدوندو
7. بورّال